# Tubarão-boca-grande
O tubarão-boca-grande (Megachasma pelagios) é uma espécie de tubarão extremamente rara, que ocorre sobre a plataforma continental e em águas oceânicas.
Por ser tão pouco usual, é classificado na sua própria família, Megachasmidae, apesar de se sugerir que possa pertencer à família Cetorhinidae, da qual o tubarão-elefante é o único elemento.
Descoberta em 1976, apenas alguns foram vistos desde essa altura, com 68 espécimes capturados ou avistados (2015), existindo 3 gravações em filme. 

## Descrição
Distingue-se por possuir uma cabeça de grandes dimensões e uma grande boca, com lábios de aspecto elástico e pequenos dentes. O focinho é largo e arredondado, porém curto. Possuí órgãos luminosos denominados fotóforos, a rodear a boca.
Tem geralmente uma coloração preta ou acastanhada no dorso, ventralmente mais esbranquiçado. A cauda é assimétrica, possuindo um lobo superior longo, similar às caudas exibidas pelos tubarões do género Alopias.
São tubarões de grandes dimensões, que podem atingir 5,5 metros de comprimento. Os machos atingem a maturidade quando atingem 4 m e as fêmeas quando atingem os 5 m. Foram reportados pesos de 1,215 toneladas.

## Ecologia
É um animal filtrador. Diferente do tubarão-elefante e o tubarão-baleia, que alimentam-se nadando continuamente com a boca aberta, filtrando a água para obter plâncton e medusas, acredita-se que o tubarão-boca-grande atrai a presa com uma faixa bioluminescente ao longo de sua mandíbula superior e depois engole a presa em um único movimento, semelhante ao mecanismo de alimentação de uma baleia. Acredita-se que isso se deva às aberturas branquiais internas restritas e à morfologia da mandíbula dessa espécie.

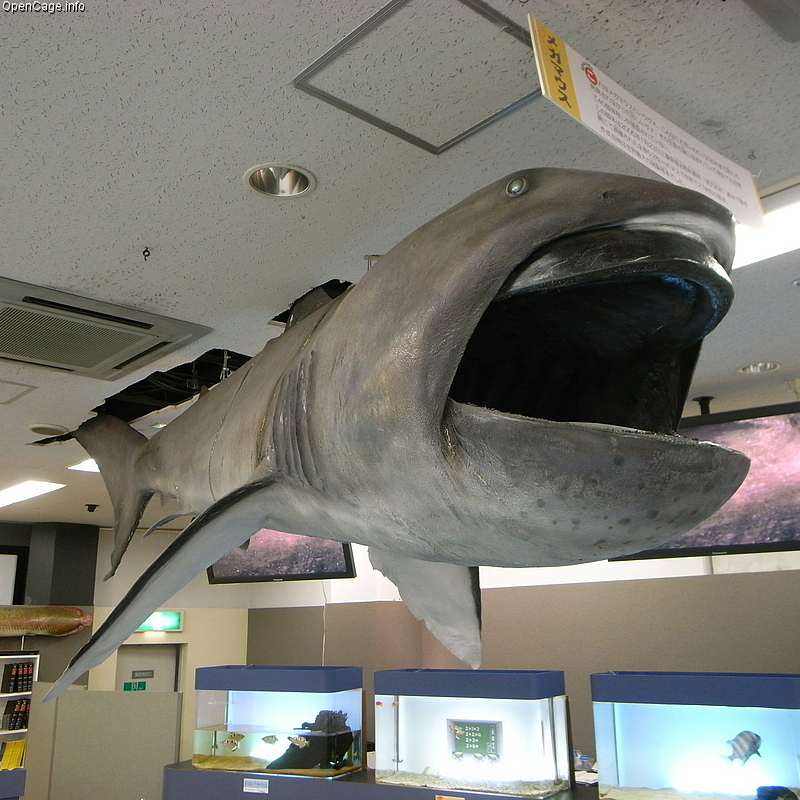
Tubarão-boca-grande

## Descoberta
O primeiro espécime foi capturado em 15 de novembro de 1976, a cerca de 40km da costa do Havaí, ao ter ficado enrolado na âncora de um navio da Marinha dos Estados Unidos. Exames no espécime com 4.5 m e 750 kg, efectuados por Leighton Taylor, mostraram que seria um tipo de tubarão inteiramente desconhecido.

### Espécimes conhecidos
Após 30 anos de sua descoberta, apenas 39 espécimes foram capturados ou avistados. Foram encontrados no Oceano Pacífico, Atlântico e Índico. Pelo menos dez espécimes foram encontrados na vizinhança do Japão. Outros locais onde foram observados: Havaí, Califórnia, Taiwan, Filipinas, Indonésia, Austrália, África do Sul, Brasil, Senegal e Equador.